# GS美神 極楽音楽大作戦!!
『GS美神 極楽音楽大作戦!!』（ゴーストスイーパーみかみ ごくらくおんがくだいさくせん!!）は、テレビアニメ『GS美神』のサウンドトラックシリーズである。1993年7月21日から同年11月3日にスターチャイルドより発売されている。全2枚。
作曲家・佐橋俊彦が手掛けていた『GS美神』のBGM加えて主題歌を収録されている。
極楽音楽大作戦!!は、アニメのメインキャラクターデザイン・青山充の描き下ろしジャケットイラスト。
極楽音楽大作戦!! IIは、原作者・椎名高志の描き下ろしジャケットイラスト。
『少年ヨコシマ探検隊』と『幽体離脱でフライフライフライ』の２曲のイメージソングを山本正之が担当している。これは、山本正之のファンだった椎名高志の要望であり、1993年の週刊少年サンデー誌上において、山本正之と椎名高志の対談記事が掲載されている。

## Vol.1
収録曲
1. GHOST SWEEPER [3:44]
2. It's ゴージャス Life! [4:33]
3. GS美神 只今参上! [5:45]
4. 夜に乾杯 [2:23]
5. ダンスのD [4:21]
6. 恋はおあずけ [2:01]
7. 幸せにまわり道 [2:42]
8. Dangerous Game [1:29]
9. クールなハートに… [2:18]
10. Try my heaven [4:49]
11. 月下の群れ [1:53]
12. 底なしの現実 [1:35]
13. ハイヒールでKiss [2:14]
14. とっておきの明日 [1:57]
15. BELIEVE ME [4:02]

## Vol.2
収録曲
1. IT'S DEAD EASY 〜 GHOST SWEEPER [3:45]
2. め・ま・いReflection [0:54]
3. ダンディorコメディ [2:16]
4. 日給30円の純朴 [1:51]
5. 乙女チック式神使い [2:15]
6. 少年ヨコシマ探検隊 [5:24]
7. 迷子のLonely Heart [3:19]
8. ノーブル・マインド [1:39]
9. 真夜中の来訪者 [2:29]
10. 幽体離脱でフライフライフライ [3:59]
11. THEプロフェッショナルLADY [1:51]
12. Just Like a Gambler [3:09]
13. やっかいな除霊（ビジネス） [3:01]
14. DXクライマックス [3:06]
15. ハッピーエンドでいいじゃない [2:02]
16. BELIEVE ME 〜 YOU ARE MORE THAN GHOST [4:02]